# Eusandalum bucklei
Eusandalum bucklei är en stekelart som beskrevs av Girault 1925. Eusandalum bucklei ingår i släktet Eusandalum och familjen hoppglanssteklar. Inga underarter finns listade i Catalogue of Life.